# Salvatore Avvisati
Salvatore Avvisati (Fontanarosa, 1º giugno 1608 – Fabriano, marzo 1689) è stato un religioso, oratore e predicatore italiano appartenente all'Ordine Domenicano.

## Biografia
Salvatore Avvisati, meglio noto come Padre Michele Fontanarosa, nacque a Fontanarosa il 1º giugno 1608 da una ricca e nobile famiglia, originaria di Serino. Il padre, Lucio, si era trasferito a Fontanarosa come funzionario feudale e aveva ottimi rapporti con i Gesualdo, da cui ottenne il beneficio di una cappella nella Chiesa feudale di Santa Maria a Corte. La madre, Camilla Nicastro, era originaria di Contursi. L'abitazione degli Avvisati era situata in Contrada Bastioni, oggi detta Via Avvisati, a ricordo dell'illustre cittadino. Non si conoscono i nomi delle sorelle ma solo quelli dei fratelli: Ludovico, Giovanni, Stefano e Emanuele. All'età di 17 anni, Padre Michele Avvisati si iscrisse al convento maggiore di San Domenico di Napoli e all'età di 23 anni, nel 1631, era già sacerdote. Che Padre Fontanarosa fosse un Domenicano appare evidente dalla trascrizione del Libro dei Battezzati la quale afferma: "Questi, dopo, fu chiamato Padre Michele da Fontanarosa, Maestro nell'illustre Ordine Domenicano". Altre conferme si ritrovano nel Catalogo degli uomini celebri dell'Ordine medesimo, in cui il Padre è descritto come: "Fra Michele da Fontanarosa… uomo dottissimo ed eruditissimo nella Sacra Scrittura. Norma di questo secolo e miracolo tra gli oratori. Ancora in vita, la sua figura era onorata dal popolo e dai dotti…".
Si laureò in lettere, filosofia e teologia e, dopo aver insegnato a Napoli, nella scuola dell'Ordine, conseguì la laurea di "magister", titolo accademico molto onorifico nel XVII secolo ed ebbe fama nazionale per le sue capacità oratorie, destando ovunque entusiasmo per la schiettezza del suo linguaggio. Divenne noto per la spontaneità con cui si rivolgeva a nobili e potenti, nei confronti dei quali non si faceva molti problemi a dire apertamente cosa pensava di loro, come quando definì la Granduchessa di Toscana "brutta, stecchita, schifosa vecchiaccia… che è la morte!", rivolgendo inoltre numerose critiche verso il malgoverno dei viceré spagnoli a Venezia.
Nel 1636 si era estinta la famiglia dei Gesualdo e la cittadina di Fontanarosa passò sotto il dominio dei Ludovisio i quali vivevano a Piombino, alla corte pontificia. Dediti al lusso, abbandonarono i feudi del Mezzogiorno all'autogestione, che fece nascere numerose faide fra le famiglie ricche della zona. Padre Avvisati, a causa delle sue origini nobili, si trovò coinvolto in alcune vicende poco piacevoli. Il religioso fu accusato di aver ucciso il concittadino Sonetti o un cittadino di Bonito, forse il marchese Pisanelli, durante la rivoluzione di Masaniello del 1648 e di averne mutilato il cadavere esponendo le membra al pubblico per vendicarsi dell'uccisione del fratello Emanuele. Ciò porto ad un'aspra faida tra le rispettive famiglie, gli Avvisati e i Pisanelli, che costrinse il Padre a rifugiarsi nel convento Domenicano di Fabriano, nelle Marche, dove venne nominato superiore (nel 1650). Ritornato a Fontanarosa nel 1666, una quindicina di malviventi assalirono dei suoi parenti accoltellando una bambina di 4 anni, derubando ingenti somme di denaro, incendiando la casa paterna e sfiorando con un colpo di arma da fuoco il frate stesso. Nel settembre dello stesso anno, Marcantonio Pepe, noto nemico degli Avvisati, fu ucciso in Puglia e il religioso fu accusato, da parte di Anna Nicastro e di Girolamo e Lucio Pepe, di essere il mandante dell'omicidio insieme al nipote Cesare, figlio di Emanuele, che nel 1664 aveva sfidato a duello Marcantonio Pepe. I due Avvisati furono accusati di associazione a delinquere e usura ma, nel processo che ne conseguì, vennero entrambi assolti. Tuttavia, durante la Domenica delle Palme del 1669, il nipote Cesare venne assassinato da due cugini di Marcantonio, Giuseppe Meola e Bartolomeo De Rosa. L'arciprete di allora, don Giovanni Meola, risparmiato da sicura morte perché riuscì a nascondersi in un boschetto, racconta l'avvenimento in alcuni suoi appunti e così conclude: "Tanto e tale fu lo sdegno da parte degli Avvisati che costrinsero gli uccisori a chiudersi nella Chiesa gentilizia dei signori De Rosa, San Nicola Piccolo".
Con la morte di Cesare si estinse la famiglia degli Avvisati e dopo un breve soggiorno nel paese natio, nel 1670 Padre Michele ritornò a Fabriano, nel convento che fece restaurare con i suoi soldi e dove morì nel marzo del 1689.